# Haczów

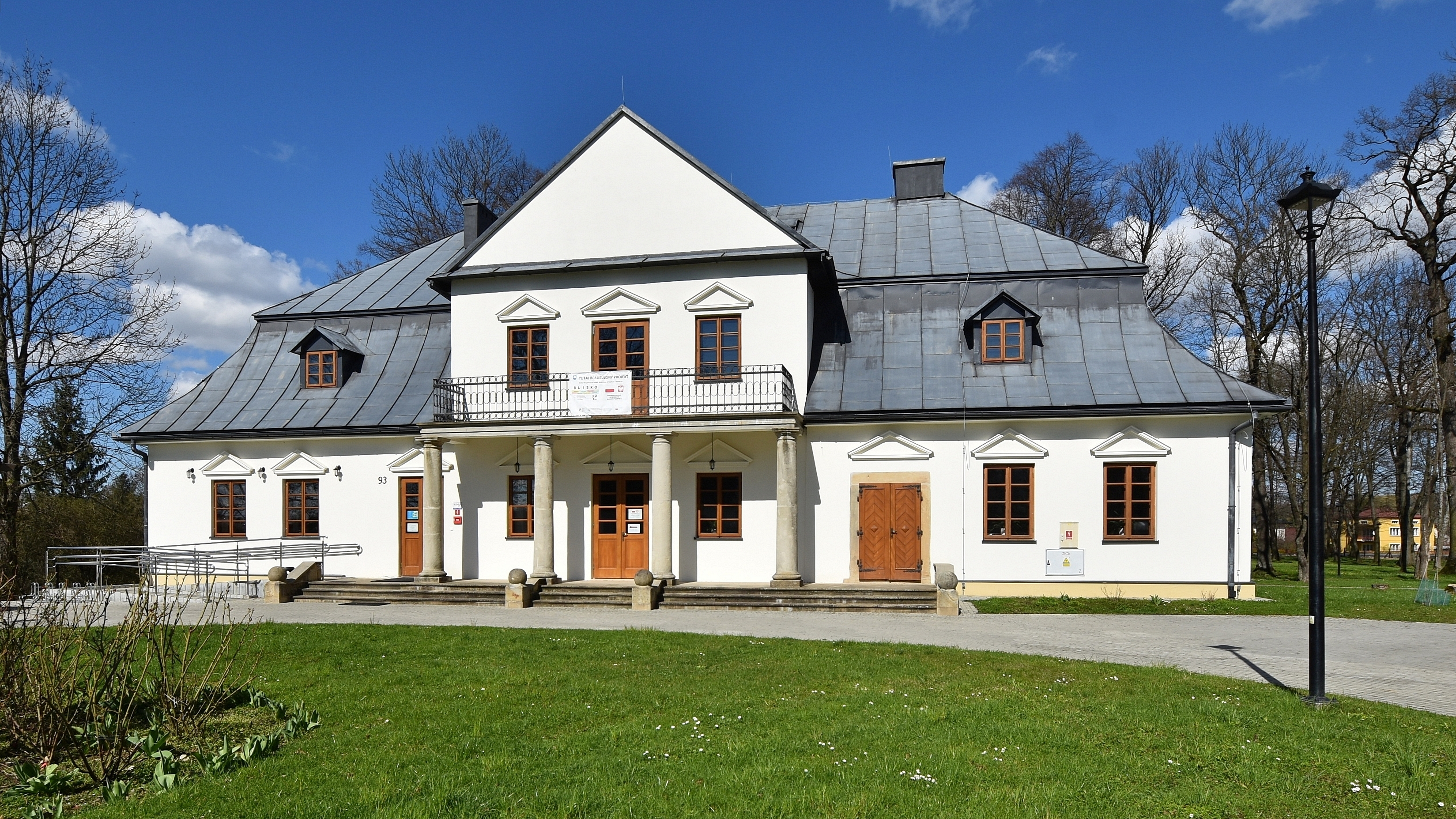
Dwór

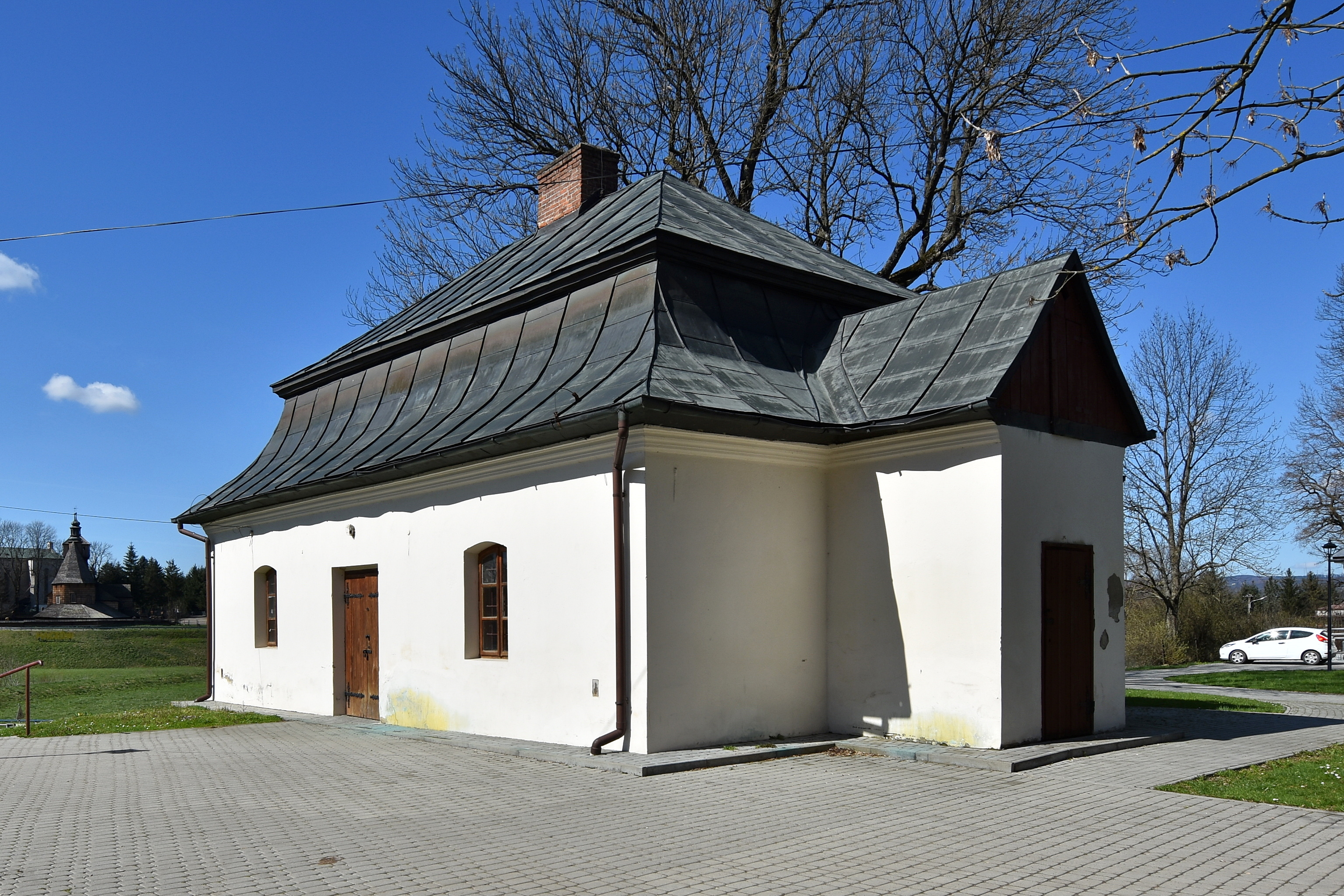
Oficyna dworska

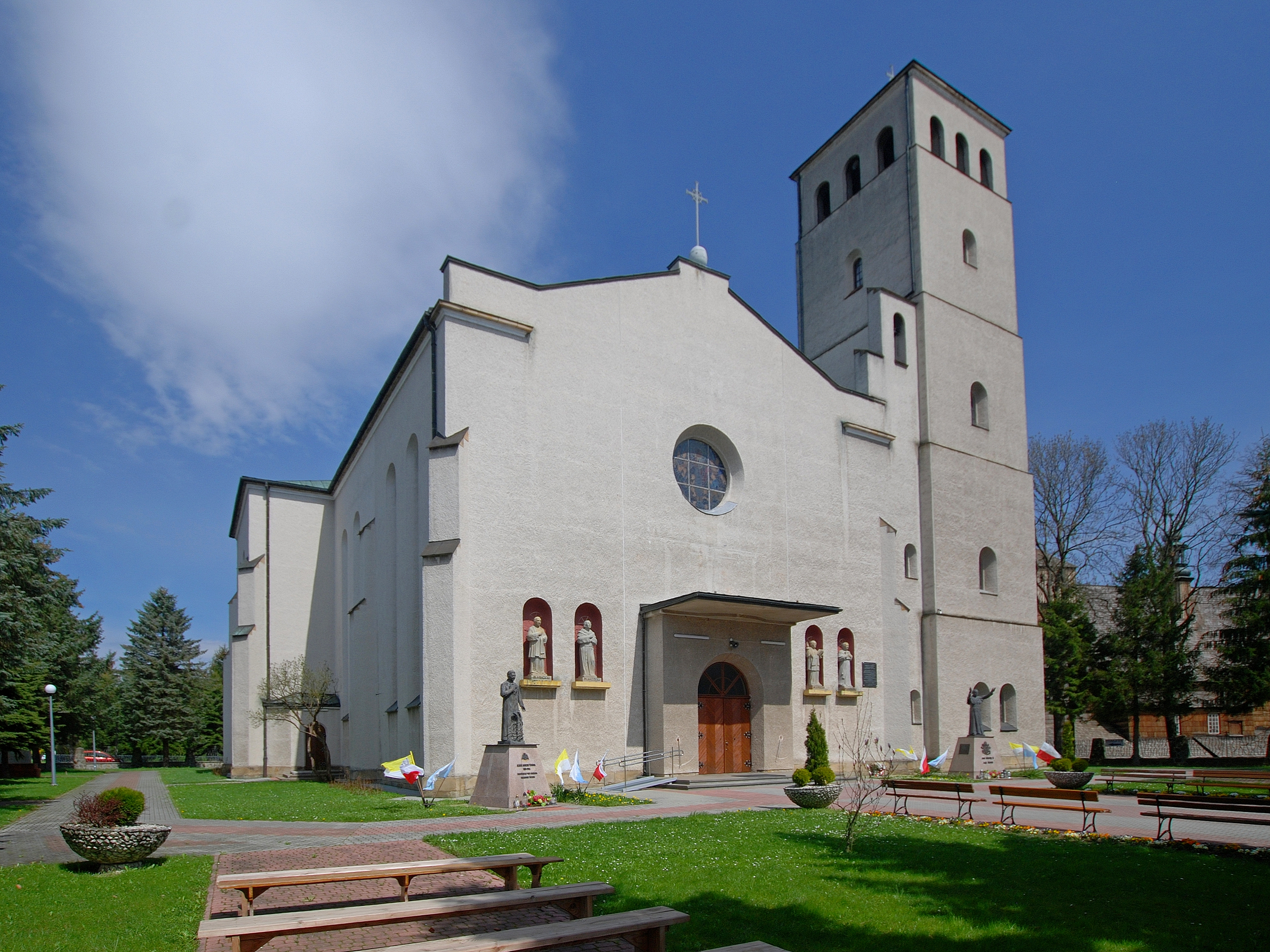
Kościół parafialny

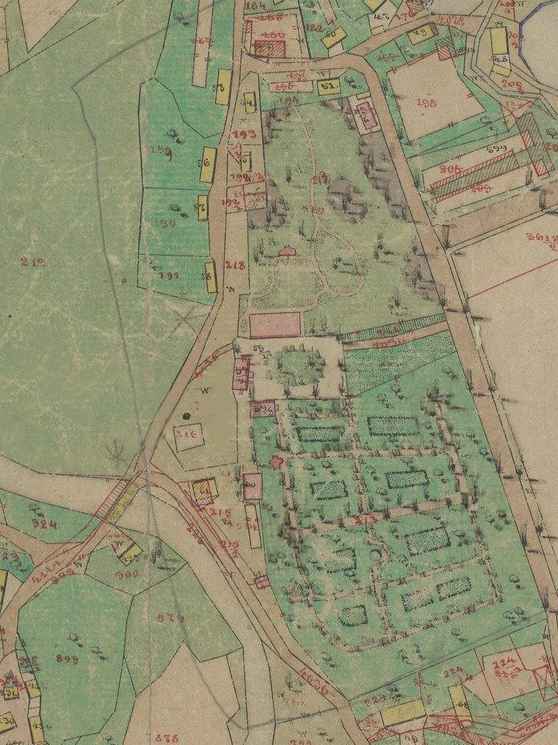
Dwór w Haczowie na mapie z 1851 r.

Haczów – wieś w Polsce, położona w województwie podkarpackim, w powiecie brzozowskim, w gminie Haczów. Siedziba gminy Haczów.
Według podziału administracyjnego w latach 1975–1998 Haczów był położony w województwie krośnieńskim.
W latach od 1340 do 1772 wieś należała do ziemi sanockiej leżącej w województwie ruskim, następnie od 1772 do cyrkułu sanockiego w Galicji. Od 1918 w składzie województwa lwowskiego, w powiecie brzozowskim.
Wieś królewska położona na przełomie XVI i XVII wieku w ziemi sanockiej województwa ruskiego, w drugiej połowie XVII wieku należała do tenuty Besko starostwa sanockiego.

## Integralne części wsi
| SIMC    | Nazwa      | Rodzaj     |
| ------- | ---------- | ---------- |
| 0351254 | Miasteczko | część wsi  |
| 0351290 | Morawa     | przysiółek |
| 0351260 | Plac       | część wsi  |
| 0351277 | Podole     | część wsi  |
| 0351308 | Sicina     | przysiółek |
| 0351314 | Tłoki      | przysiółek |

## Geografia
Wieś leży na zachód od Brzozowa, na wschód od Krosna. Rozciąga się na długości 7 km wzdłuż rzeki Wisłok i zajmuje powierzchnię ok. 25 km².

## Historia
Pierwsze pisemne wzmianki o Haczowie pochodzą z 1352, kiedy Kazimierz III Wielki wydał przywilej lokacyjny dla kolonii Haczow, zakładanej na prawie magdeburskim.
Według SgKP nazwa w dokumentach brzmiała Hanshoff lub Hatshoff.

### 1388–1772
7 lutego 1388 dokument lokacyjny potwierdził Władysław Jagiełło w czasie pobytu w Sandomierzu (powołując się na Kazimierza Wielkiego, jako tego, który sołtysowi Janowi wystawił pierwszy dokument lokacyjny). W 23 stycznia 1581 i 17 lutego 1583 – Stefan Batory i wydał podobny akt, na prośbę Zofii, małżonki Jana Sienieńskiego.
W 1388 r. Władysław Jagiełło utworzył w Haczowie parafię rzymskokatolicką. Archeolodzy odkryli w Haczowie przy kościele pochówki z końca XIV lub początku XV w., co świadczy o wielkości tej miejscowości w owych czasach. Z tego też okresu pochodzi Pietà ukoronowana przez Jana Pawła II w 1997 r. w Krośnie.
Około roku 1402 sołectwo wykupił Mathias Schindeler, cechmistrz z Krosna, następnie ławnik przysięgły scabinus iuratus sądu wyższego na prawie niemieckim w Sanoku. W roku 1426 sprzedał sołectwo za 300 grzywien. O królewskości tych terenów świadczy dokument z 1504 roku, w którym król Aleksander Jagiellończyk zapisał Sanok i wsie królewskie, m.in. Haczów, Besko, Wróblik Janowi Tarnowskiemu (zm. 1514) wojewodzie ruskiemu pod pożyczkę pieniężną w wysokości 2300 zł. W 1520 r. król Zygmunt I Stary zapisał ochmistrzowi dworu królewny Jadwigi 1200 zł na sołectwie haczowskim, a w 1533 r. pozwolił skarbnikowi i chorążemu dworu królewskiego Marcinowi Wolskiemu wykupić sołectwo w Haczowie od spadkobierców zmarłego Mikołaja Piotrowskiego.
W 1554 r. w spisie studentów Akademii Krakowskiej znajduje się Marcin z Haczowa.
Według dokumentów kościelnych jeszcze do 1604 miejscowa ludność mówiła po niemiecku (zob. Głuchoniemcy), pochodzenie do dzisiaj rozpoznawalne jest w spolszczonych nazwiskach niemieckich. Cerkiew parafialna w obrządku wschodnim do której należała wieś Jabłonica znajdować się miała naprzeciwko kościoła, po drugiej stronie rzeki Wisłok.
W 1624 wieś została znacznie zniszczona przez Tatarów, ocalał m.in. kościół. W tym okresie przez wieś przetoczyły się również liczne epidemie cholery, a w 1698 zniszczeń dokonał pożar.
Dobra w sołectwie haczowskim posiadali między innymi:
- do 1426 – Mathias Schindeler, cechmistrz z Krosna,
- około 1520 – Mikołaj Piotrowski, ochmistrz dworu królowej Jadwigi,
- w 1533 – Marcin Wolski, skarbnik i chorąży dworu królewskiego Zygmunta I Starego,
- w 1698 – Marcin Jerzy Wybranowski.

### 1772–1914
Po I rozbiorze Polski w 1772 Haczów znalazł się w zaborze austriackim. W tymże roku nastąpiła likwidacja przykościelnego cmentarza w związku z nowymi przypisami dotyczącymi walki z epidemiami. 15 marca 1775 roku wprowadzono do szkół język niemiecki.
W okresie poprzedzającym wybuch Powstania krakowskiego w Haczowie w 1845–1846 działał emisariusz Rządu Narodowego Julian Goslar rozpowszechniając wśród chłopów proklamację Rządu Narodowego o zniesieniu pańszczyzny oraz jego autorstwa Nową ewangelię do ludu polskiego. Mieszkańcy Haczowa, podburzeni przez agentów austriackich, 22 stycznia 1846 r. rozbroili na targu oddział Feliksa Urbańskiego, który wcześniej miał uderzyć na Jasło wraz z Julianem Goslarem, i odstawili z ks. Walentym Zgrzebnym do aresztu w Sanoku. W połowie XIX wieku właścicielem posiadłości tabularnej w Haczowie był Ksawery Urbański. W powstaniu styczniowym w 1863 walczył ksiądz Witalis Sieradzki z zakonu franciszkanów, który w powstaniu stracił nogę. Zmarł w Haczowie jako kapłan dworski.

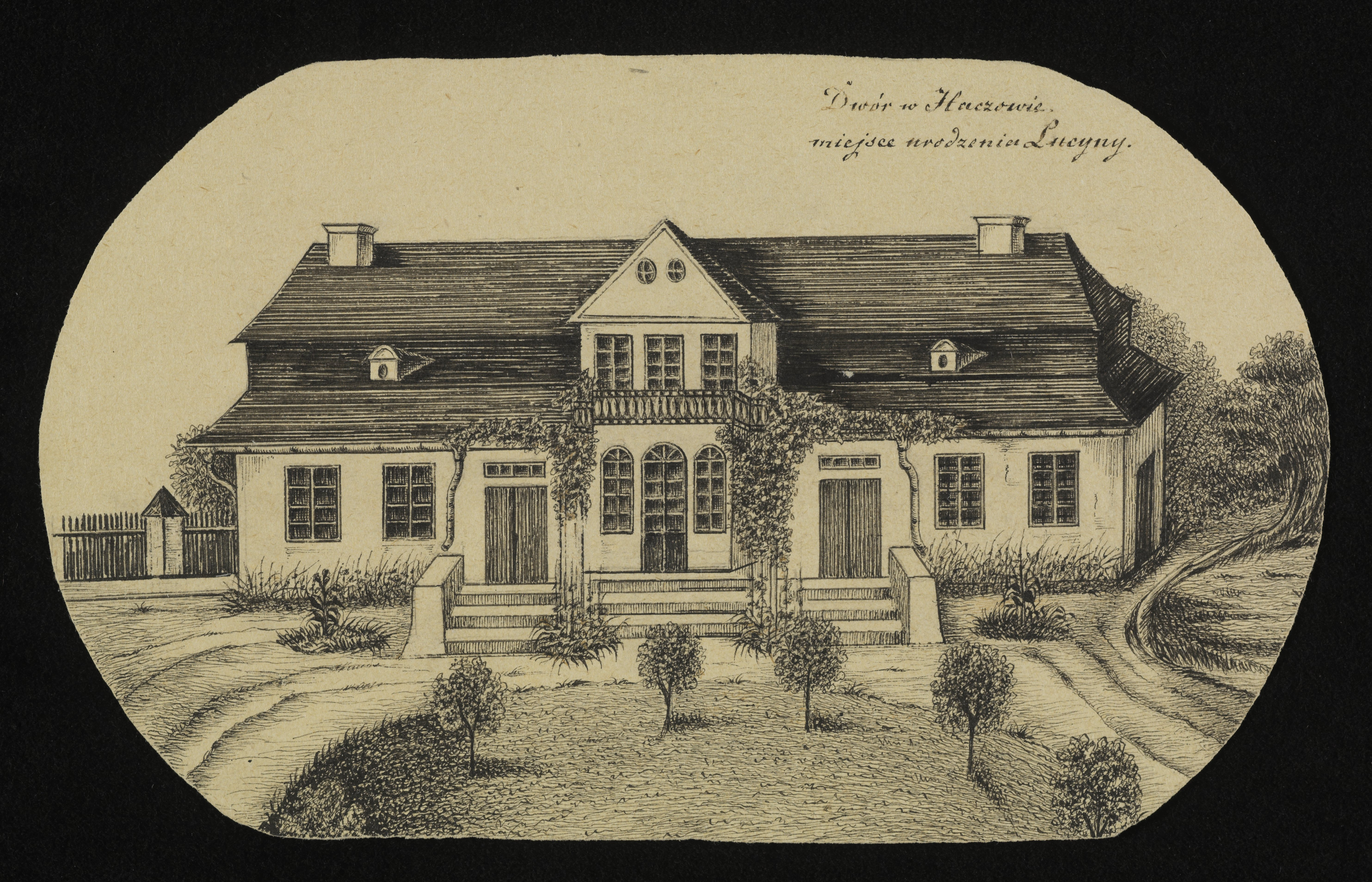
Dwór w Haczowie – rysunek Celiny Dominikowskiej z 1872

W roku 1869 Haczów i okolice opisał m.in. Wincenty Pol: „Na obszarze Wisłoki uderza nas fakt inny; całą tę okolicę, którą obszar Wisłoki, Ropy, Jasły, Jasełki i średniego Wisłoka zajmuje, osiedli tak zwani Głuchoniemcy od dołów Sanockich począwszy, to jest od okolicy Komborni, Haczowa, Trześniowa aż po Grybowski dział: Gorlice, Szymbark i Ropę od wschodu na zachód, ku północy aż po ziemię Pilźniańską, która jest już ziemią województwa Sandomierskiego. Cała okolica Głuchoniemców jest nowo-siedlinami Sasów; jakoż strój przechowali ten sam co węgierscy i siedmiogrodzcy Sasi. Niektóre okolice są osiadłe przez Szwedów, ale cały ten lud mówi dzisiaj na Głuchoniemcach najczystszą mową polską dijalektu małopolskiego, i lubo z postaci odmienny i aż dotąd Głuchoniemcami zwany, nie zachował ani w mowie ani w obyczajach śladów pierwotnego swego pochodzenia, tylko że rolnictwo stoi tu na wyższym stopniu, a tkactwo jest powołaniem i głównie domowem zajęciem tego rodu”.
Około 1900 Haczów miał 2689 mieszkańców, z czego 2150 było wyznania rzymskokatolickiego, 486 wyznania greckokatolickiego i tylko 50 żydów. Do roku 1914 wieś była jedną z najbogatszych gmin w całej prowincji galicyjskiej.

### 1914–1944
W 1918 r. w miejscowości tej wystawiono kompanię z 250 ochotnikami, z własnymi oficerami i z własnym uzbrojeniem, do walki o niepodległość Polski.
W pierwszej połowie XX wieku działał Związek Haczowiaków, którego prezesem był ksiądz Gerard Szmyd; organizowano Zjazd Haczowiaków, w którym uczestniczyli przedstawiciele inteligencji rodem z Haczowa; Zjazd odbył się na początku sierpnia 1910, w dniach 26–28 lipca 1930 odbył się czwarty raz.
W wyniku najazdu niemieckiego 9 września 1939 Haczów znalazł się pod okupacją niemiecką. Eksterminacji została wówczas poddana ludność polska i żydowska. Wielu haczowian poległo w walkach przeciw zaborcy lub zostało zamordowanych w obozach, o czym świadczy pomnik w centrum miejscowości i groby na miejscowym cmentarzu. O wrogości okupanta względem haczowian świadczy zamienienie nowego kościoła w Haczowie na magazyn zbożowy.
Od 1940 władze niemieckie próbowały, podobnie do Goralenvolku, utworzyć odrębną narodowość w Haczowie. Stworzyły nowy termin określający haczowian jako Hatshower. Zarówno groźby wywozu do obozów koncentracyjnych, jak i obiecywane korzyści nie wpłynęły na to, że jakiś mieszkaniec Haczowa przyznał się do nowej narodowości. Wielu w celu uniknięcia poboru do armii niemieckiej przyznawała się do narodowości szwedzkiej. (Szwecja była krajem neutralnym). Po nieudanej akcji germanizacyjnej 19 czerwca 1940 roku rozpoczęły się aresztowania. Niektórych Haczowian hitlerowcy osadzili wraz ks. Tomaką najpierw w więzieniu w Sanoku, a potem wywieziono do obozu koncentracyjnego w Oświęcimiu.
Wielu haczowian działało w placówce AK Haczów – OP-15. Bohaterskimi czynami zasłynął w walce z hitlerowskim okupantem ppor. Stanisław Szubert – (Stanisław Nowak) – „Grosz” – dowódca tej Placówki. 15 czerwca 1945 r. Antoni Żubryd na czele oddziału, zdobył posterunek Milicji Obywatelskiej w Haczowie, biorąc do niewoli milicjantów i zatelefonował do MBP w Sanoku oświadczając, że jeżeli w przeciągu godziny teściowa i syn nie zostaną zwolnieni, wszystkich rozstrzela. Funkcjonariusze natychmiast uwolnili przetrzymywanych.

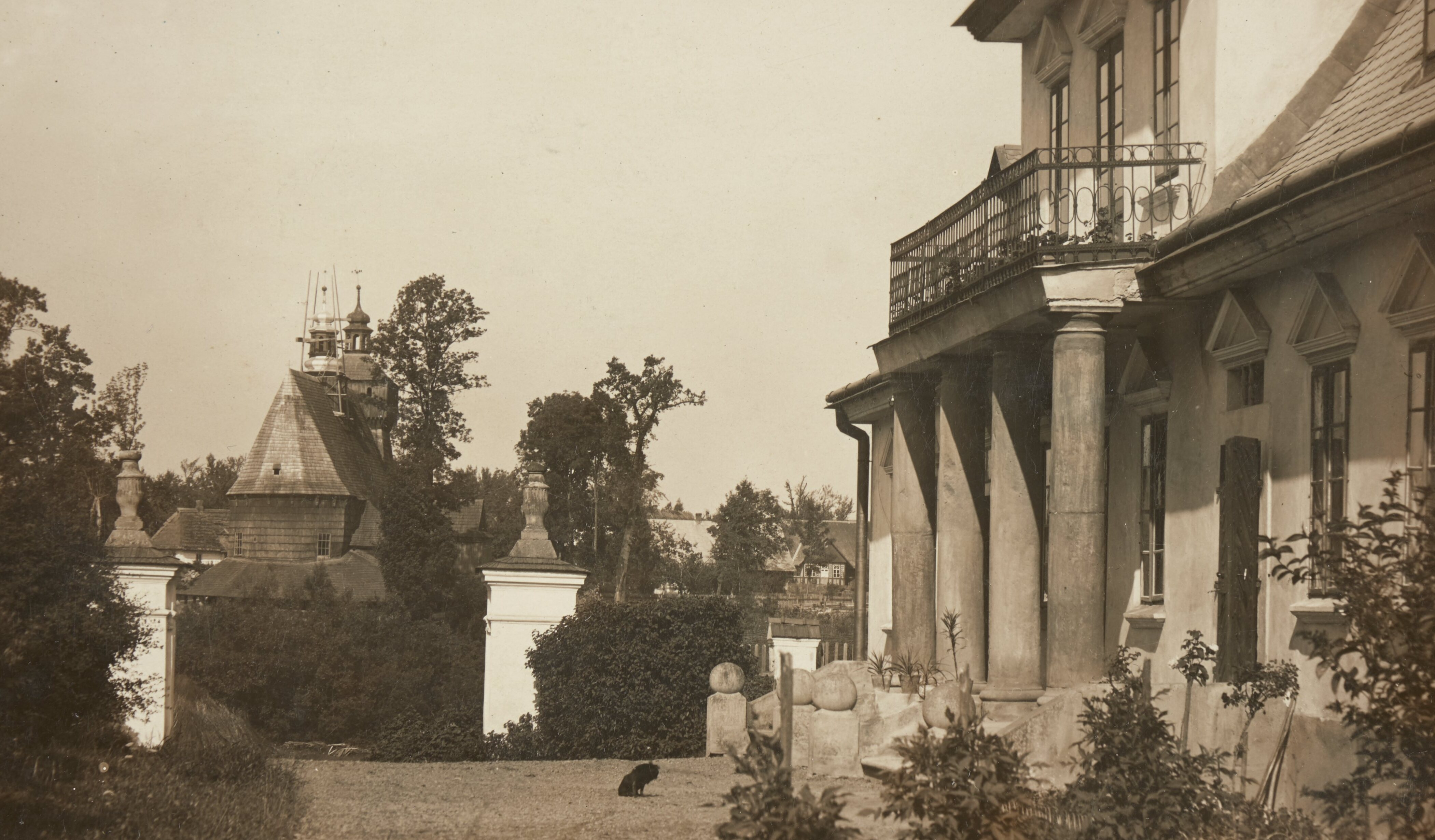
Dwór w Haczowie, 1934
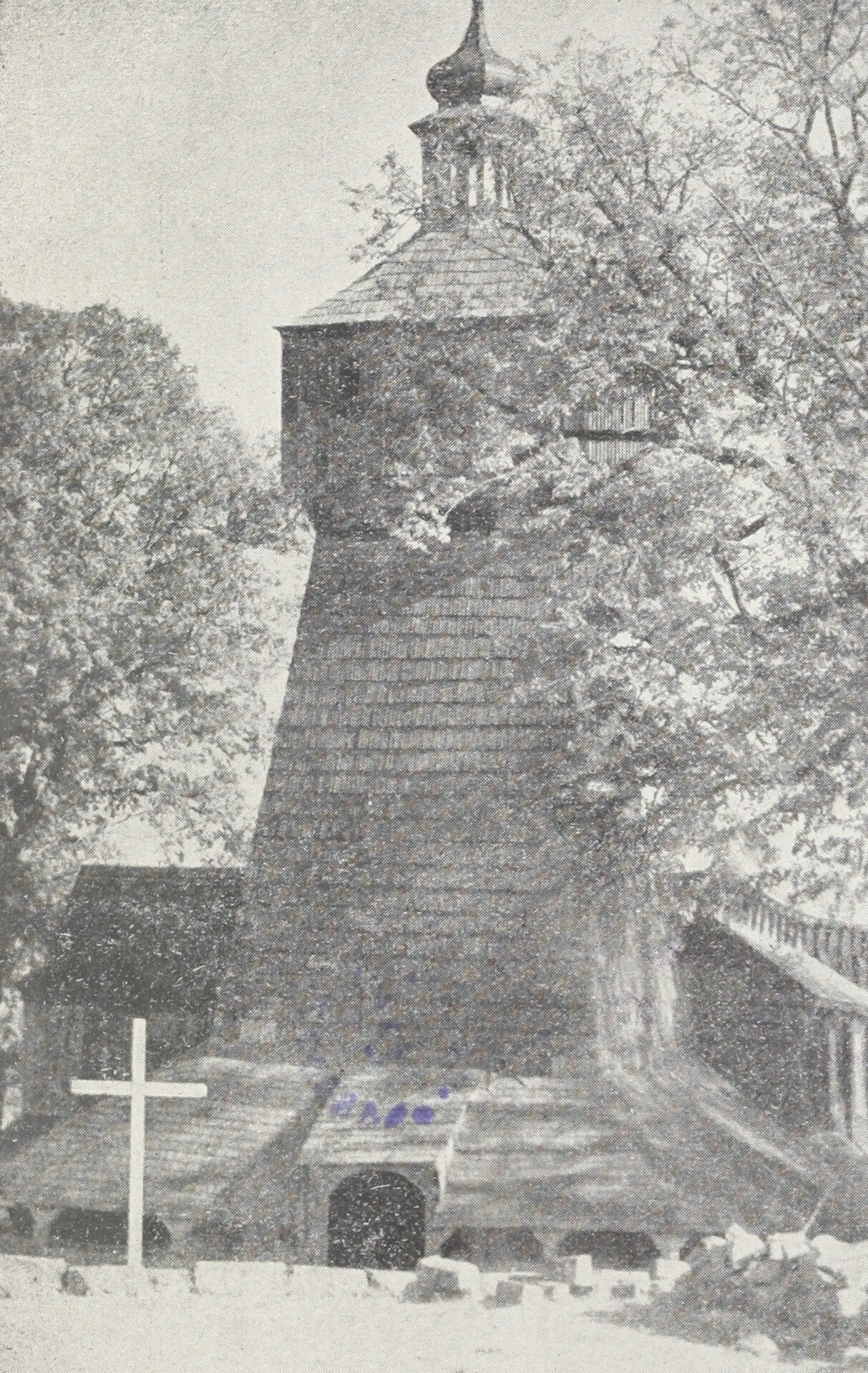
Kościół, przed 1936
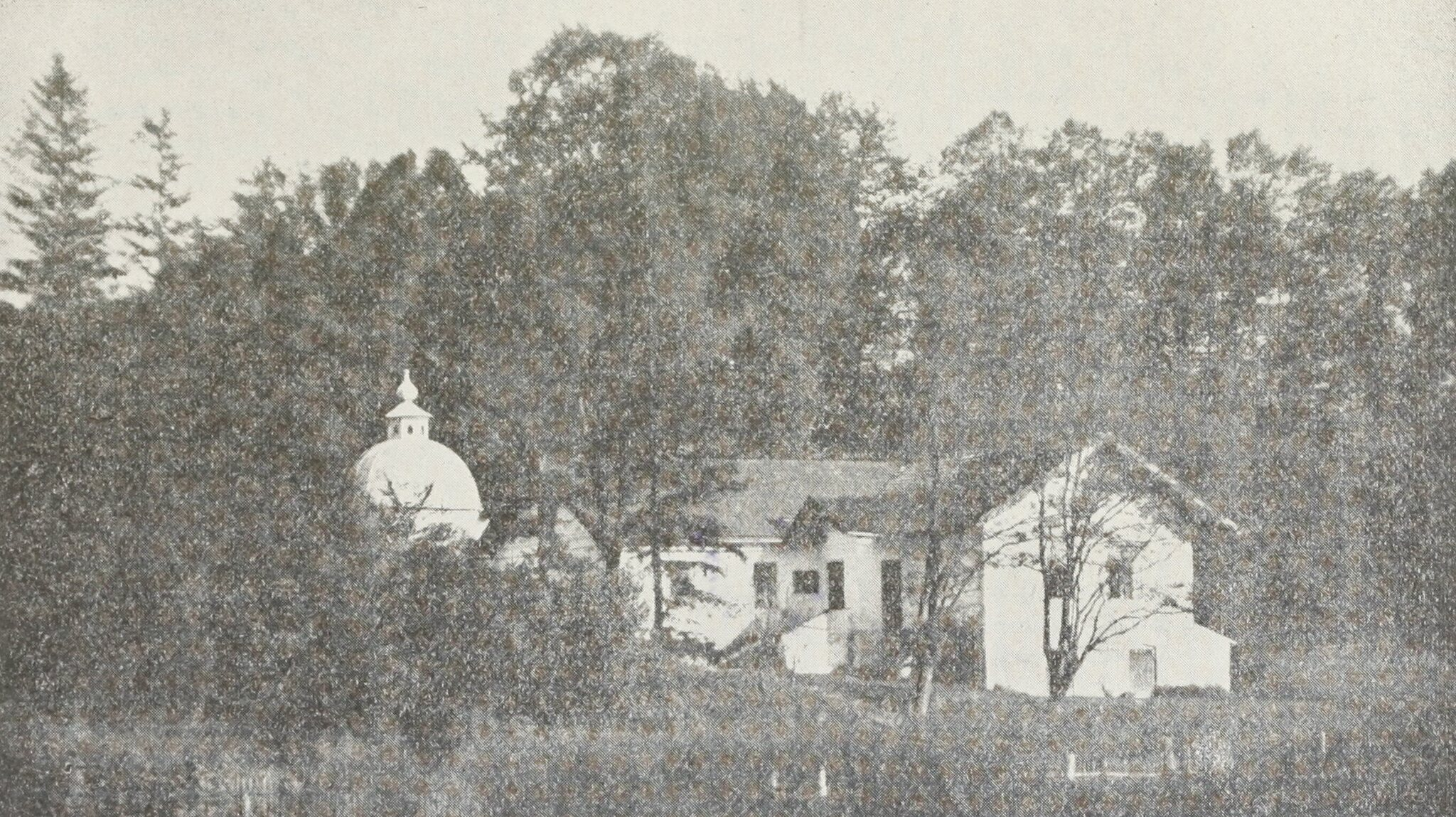
Stara szkoła, przed 1936
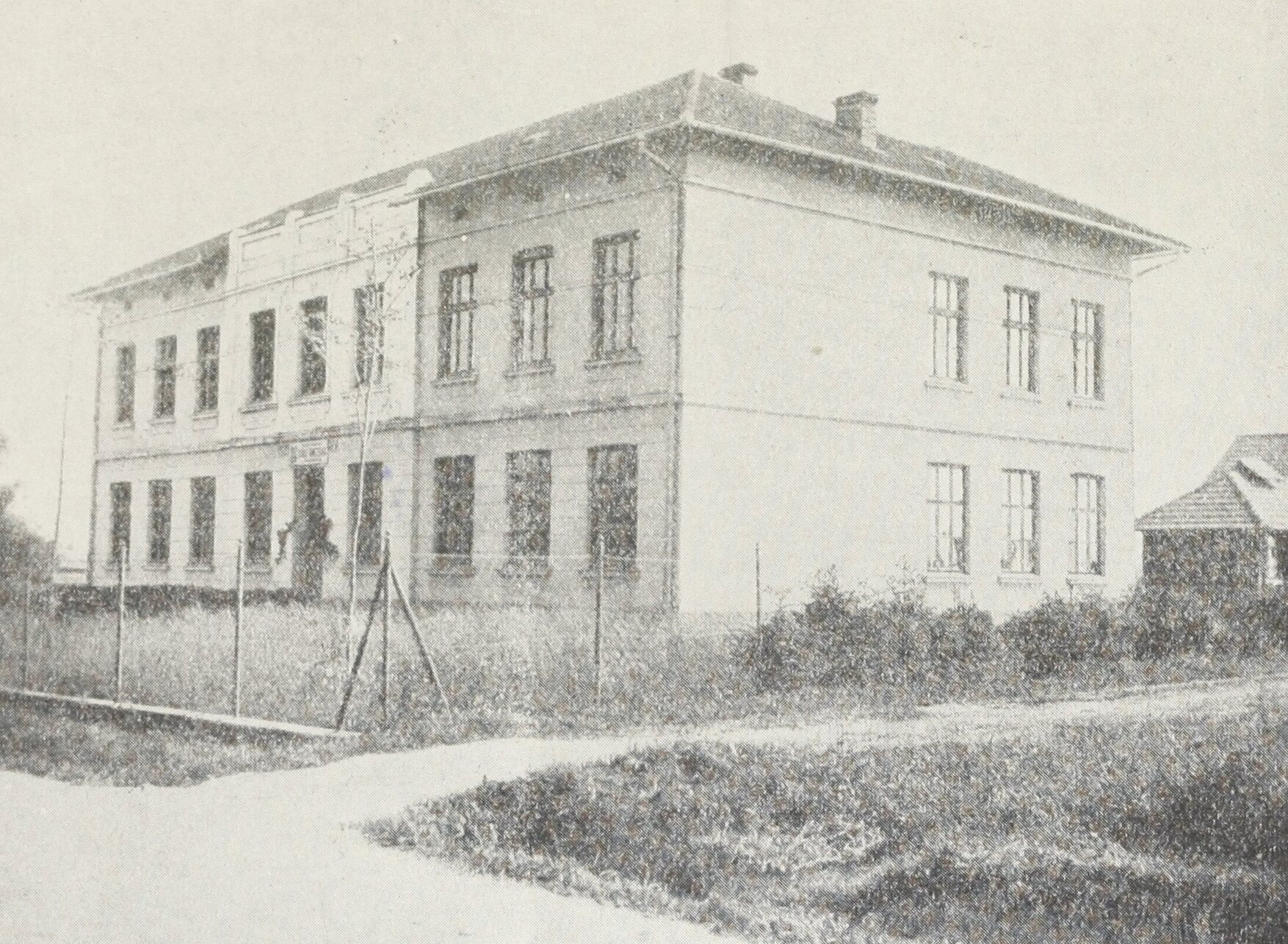
Nowa szkoła, przed 1936

### Współczesność
W miejscowości działał Stanisław Rymar, który założył Związek Haczowian. Miejscowość znana jest też z pielęgnowania narodowych tradycji i obrzędów oraz oryginalnych strojów Pogórzan. Obrzędy utrwalił w 1937 Stanisław Wysocki w scenicznym widowisku „Haczowskie Wesele”, które jest często wystawiane przez haczowian. Z tej miejscowości pochodzi, dwóch założycieli i członków Zarządu Regionu NSZZ „Solidarność” Podkarpacia: Przewodniczący Zygmunt Zawojski i Zygmunt Błaż. W tej miejscowości w czasie Stanu Wojennego przy kościele odbywały się szkolenia i wykłady dla opozycji z całego regionu w ramach Duszpasterstwa Ludzi Pracy. Ożywioną działalność patriotyczną prowadził od 1960 do 1978 ks. Bronisław Jastrzębski i od 1979 ks. Kazimierz Kaczor.

## Etymologia nazwy wsi
Nazwa wsi pochodzi od prostej potocznej substytualizacji imienia Hans i Hoff oznaczającej „gospodarstwo Jana”. Być może pierwszego zasadźcy tej wsi lokowanej na prawie magdeburskim.
W 1388 i 1425 nazwa wsi zapisywana była Haczow, następnie w 1400 – Hoczew.

## Nazwiska mieszkańców
W spisach parafialnych mieszkańców Haczowa z lat 1432–1440 występuje wiele niemieckich nazwisk: Benner (obecnie Bonar), Dressler (Dreslar), Weiss (Weys, Weisz), Nickel (Nikiel), Scholz (Szulc), Gerlach (obecnie Gierlach, Gierloch), Glockenbrecht, Hansel, Sauhaar, Zöckler, Grob, Niebel, Keller (Kyellar, obecnie Kielar/Kielur), Springler (Szprynglar), Krauss (Krausz), Meierth, Haechsler, Ross, Strampe, Paetzhold, Kolb, Rosenberg (Rozenbark, Rozembark, obecnie Rozenbajgier), Rautenkranz, Schindler (obecnie Szyndlar), Struner, Polnar (Pojnar), Kassner, Regel, Heckerth (Ekiert), Matthorn, Rothbart, Szmyd, Scheiner, Reichel, Vlamann, Fakenday, Rumpel, Reiss (Riss, obecnie Rysz), Schwarz, Tasz, Schmidt, Büttner (obecnie Butnar/Bytnar).
Pochodzenie mieszkańców Haczowa wywoływało wiele polemik i dyskusji. Działacze polityczni związani z endecją widzieli w mieszkańcach społeczność polską, inni badacze zwracają uwagę na przemiany kulturowe związane z wczesnym osadnictwem.
Obecnie mieszkańcy o nazwiskach pochodzenia niemieckiego stanowią 70%, pozostali mają nazwiska rodowicie polskie albo pochodzenia ukraińsko-łemkowskiego.

## Zabytki
- Kościół pw. Wniebowzięcia NMP – drewniany gotycki kościół o konstrukcji zrębowej, zbudowany pod koniec XIV wieku. Wnętrze kościoła zdobi polichromia figuralna z 1494, którą odkryto w 1956 roku, podczas prac konserwatorskich.

W XVII wieku do kościoła gotyckiego dobudowano barokową wieżę, i obiegające kościół drewniane soboty. Jest to największy drewniany kościół gotycki w Europie i jednocześnie najstarszy kościół drewniany w Polsce. W 1948 roku, nabożeństwa zostały przeniesione do nowego kościoła, wybudowanego tuż przed II wojną światową.
W 2003 kościół ten wraz z kościołem w Bliznem oraz innymi zabytkowymi drewnianymi kościołami Małopolski został umieszczony na liście światowego dziedzictwa kulturalnego UNESCO.
- Stary park podworski (jest tam między innymi okazały jesion, drzewo o obwodzie 514 cm i wysokości 29 m, w 2013)[22] z zabudowaniami
- Murowana oficyna z XVIII wieku
- Kaplica z 1820 roku
- Drewniany szpital z końca XIX wieku.
- Pomnik poległych w obu wojnach.
- Na cmentarzu są klasycystyczne nagrobki kamienne; podkomorzego Adama Rosnowskiego z roku 1849 i jego żony z Urbańskich Rosnowskiej (zm. 1845), w kształcie słupa zwieńczonego urną.

## Osoby związane z Haczowem
- Henryk Korybut Woroniecki – uczestnik wojen napoleońskich, powstaniec listopadowy, pochowany na cmentarzu w Haczowie[23].
- Jan Wyżykowski – geolog i górnik, odkrywca złóż rud miedzi na Dolnym Śląsku[24]
- Stanisław Wyżykowski – muzyk
- Anna z Wybranowskich Trzebińska (zm. 1763) – dziedziczka, jej marmurowe epitafium znajduje się w kościele w Haczowie.
- Ignacy Urbański – dziedzic Haczowa, powstaniec, kolator kościoła. Jego portret znajduje się w świątyni.
- Lucyna Urbańska Hallerowa – jedna z najgorliwszych działaczek patriotycznych w czasie powstania 1863 w sanockiem.
- Mieczysław Urbański – ostatni z rodu Urbańskich w Haczowie, poseł na Sejm Krajowy Galicji
- Jadwiga Sikora-Szmyd – malarka, wykładowca na Uniwersytecie Rzeszowskim.
- Stanisław Rymar – historyk, pisarz, działacz narodowy.
- Maciej Rymar – powstaniec styczniowy.
- Edward Rymar – historyk.
- Michał Stepek – oficer Wojska Polskiego
- Wojciech Stepek – oficer Wojska Polskiego
- Witalis Sieradzki – franciszkanin, kapłan dworski w Haczowie, który w powstaniu styczniowym stracił nogę.
- Józef Matusz – poseł na sejm w latach międzywojennych.
- Zygmunt Błaż – organizator i przewodniczący Solidarności na Podkarpaciu, wojewoda krośnieński.
- Marcin Tomaka – budowniczy kościoła, męczennik Dachau, legionista dwukrotnie ranny w walkach o niepodległość.
- Andrzej Janocha – kapucyn, pisarz, rzeźbiarz, malarz, kaznodzieja, misjonarz ludowy.
- Józef Foryś – proboszcz w Haczowie, Prałat Domowy Jego Świątobliwości Papieża Piusa XI, zamordowany przez hitlerowców w czasie pacyfikacji wsi koło Starego Zamościa.
- Bronisław Jastrzębski – proboszcz parafii w Haczowie, Honorowy Obywatel Miasta Krosna.
- Stanisław Szubert – (Stanisław Nowak), Grosz – dowódca placówki AK Haczów.
- Władysław Byszek – pedagog, członek kierownictwa Ruchu Miecz i Pług.
- Józef Aszklar – rzeźbiarz, jego prace (z lat 1885–1895), znajdują się m.in. w ołtarzach bocznych kościoła w Iwoniczu i w ołtarzu głównym kościoła w Rymanowie.
- Władysław Wyderka – duszpasterz wśród robotników polskich we Francji, kanclerz Kurii Biskupiej w Przemyślu, kanonik kapituły przemyskiej.
- Stanisław Parysz – kapelan Armii Krajowej w czasie Powstania Warszawskiego.
- Wojciech Szmyd – duchowny rzymskokatolicki, profesor teologii moralnej
- Czesław Szuber – kapucyn, prowincjał, misjonarz w Stanach Zjednoczonych, erygował Studium Filozoficzno-Teologiczne w Krakowie, Prezes Związku Haczowiaków.
- Zygmunt Jaślar – autor monografii o Haczowie pt. Haczów, niezwykła osada szwedzko-niemiecka.
- Stanisław Wysocki (1901–1968) – przewodniczący Teatru i Chóru Ludowego w Haczowie w latach 1934–1965, regionalista, etnograf, autor „Haczowskiego Wesela”.
- Tadeusz Bołd (1934–2024) – przewodniczący Rady Naukowej w Instytucie Metalurgii Żelaza w Gliwicach w latach 2011–2015[25][26].

## Sport
W miejscowości istnieje klub piłki nożnej, LKS Haczów, grający w A klasie, grupa Krosno II.

## Odniesienie w kulturze
Poeta Janusz Szuber napisał wiersz pt. Haczów, opublikowany w tomiku poezji pt. Z żółtego metalu z 2000.